# 神戸市立星和台小学校
神戸市立星和台小学校（こうべしりつ せいわだいしょうがっこう）は、兵庫県神戸市北区星和台に所在する公立小学校。

## 沿革
- 1975年（昭和50年）4月1日 - 神戸市立南五葉小学校より分離開校。

## 通学区域
- 星和台1 - 7丁目、鳴子1 - 3丁目、山田町藍那（星和台団地）・小部（成子地区）[1]

※卒業後は基本的に神戸市立星和台中学校に進学する。

## 交通
- 神戸電鉄粟生線 西鈴蘭台駅より徒歩
- 神鉄バス星和台線「星和台6丁目」より徒歩

## 周辺
- 神戸星和台郵便局
- 頌栄保育園

## 通学区域が隣接している学校
- 神戸市立君影小学校
- 神戸市立南五葉小学校
- 神戸市立北五葉小学校
- 神戸市立藍那小学校
- 神戸市立谷上小学校 [2]